# Submarino U-597
El submarino alemán U-597 fue un submarino tipo VIIC de la Kriegsmarine de la Alemania nazi durante la Segunda Guerra Mundial .
Era miembro de ocho manadas de lobos, realizó dos patrullas pero no hundió ningún barco.
Fue hundido al suroeste de Islandia por un avión británico el 12 de octubre de 1942.

## Diseño
Los submarinos alemanes Tipo VIIC fueron precedidos por los submarinos más cortos Tipo VIIB. El U-597 tenía un desplazamiento de 769 toneladas (756,9 LT) cuando estaba en la superficie y 871 toneladas (857,2 LT) mientras estaba sumergido. Tenía una longitud total de 67,1 m (220' 1,70"), una eslora de casco presurizado de 50,5 m (165' 81/5"), una viga de 6,2 m (20' 4,10"), una altura de 9,6 m (31' 6"), y un calado de 4,74 m (15' 63/5") . El submarino estaba propulsado por dos motores diésel sobrealimentados Germaniawerft F46 de cuatro tiempos y seis cilindros, produciendo un total de 2800 a 3200 caballos de fuerza métricos (2060 a 2350 kW; 2760 a 3160 shp) para uso en superficie, dos motores eléctricos Brown, Boveri & Cie GG UB 720/8 de doble acción que producen un total de 750 caballos de fuerza métricos (550 kW; 740 shp) para uso sumergido. Tenía dos ejes y dos hélices de 1,23 m (4 pies ) . El barco era capaz de operar a profundidades de hasta 230 metros (750 pies).
El submarino tenía una velocidad máxima en superficie de 17,7 nudos (32,8 km/h; 20,4 mph) y una velocidad máxima sumergida de 7,6 nudos (14,1 km/h; 8,7 mph).  Cuando estaba sumergido, el barco podía operar durante 80 millas náuticas (150 km; 92 mi) a 4 nudos (7,4 km/h; 4,6 mph); cuando salió a la superficie, podría viajar 8.500 millas náuticas (15.700 km; 9.800 mi) a 10 nudos (19 km / h; 12 mph). El U-597 estaba equipado con cinco tubos de torpedos de 53,3 cm (21 pulgadas) (cuatro instalados en la proa y uno en la popa), catorce torpedos , un cañón naval SK C / 35 de 8,8 cm (3,46 pulgadas) , 220 rondas y un Cañón antiaéreo C/30 de 2 cm (0,79 pulgadas) . El barco tenía una tripulación de entre cuarenta y cuatro y sesenta marineros.

## Historial de servicio
El submarino se construyó el 13 de enero de 1941 en Blohm & Voss, Hamburgo, en el astillero número 573, se botó el 1 de octubre y se puso en servicio el 20 de noviembre bajo el mando del Kapitänleutnant Eberhard Bopst .
Sirvió en la octava flotilla de submarinos desde el 20 de noviembre de 1941 para su entrenamiento y en la primera flotilla desde el 1 de julio de 1942 para operaciones.

### Primera patrulla
El U-597 partió de Kiel el 27 de junio de 1942 y se dirigió al Océano Atlántico. Su ruta lo llevó a través de la brecha entre Islandia y las Islas Feroe hacia Terranova
Llegó a la comuna francesa de Brest en la Francia ocupada el 16 de agosto.

### Segunda patrulla y hundimiento
Partió de Brest el 16 de septiembre y fue hundido menos de un mes después, el 12 de octubre, por cargas de profundidad lanzadas por un B-24 Liberator británico del escuadrón n. ° 120 de la RAF pilotado por el líder del escuadrón Terry Bulloch.
Cuarenta y nueve hombres murieron en el U-597 ; no hubo ningún superviviente.

### Manadas de lobos
El U-597 participó en ocho manadas de lobos, a saber:
- Wolf (13 - 30 de julio de 1942)
- Pirat (30 de julio - 3 de agosto de 1942)
- Steinbrinck (3 - 11 de agosto de 1942)
- Blitz (22 - 26 de septiembre de 1942)
- Tiger (26 - 30 de septiembre de 1942)
- Luchs (1 - 6 de octubre de 1942)
- Pather (6 - 12 de octubre de 1942)
- Leopard (12 de octubre de 1942)